# Palestine Association
Pour les articles homonymes, voir Palestine.
La Palestine Association est une organisation fondée à Londres le 24 avril 1805 dans le but de promouvoir l'étude de la géographie, de l'histoire naturelle, des antiquités et de l’anthropologie de la Palestine.
Elle a été intégrée en 1834 à la Royal Geographical Society.